# Бангор (Калифорнија)
Бангор (енгл. Bangor) насељено је место без административног статуса у америчкој савезној држави Калифорнија.

## Демографија
По попису из 2010. године број становника је 646.
| Група             | 2000.    | 2010.       |
| Белци             | 0 (0,0%) | 538 (83,3%) |
| Афроамериканци    | 0 (0,0%) | 5 (0,8%)    |
| Азијати           | 0 (0,0%) | 4 (0,6%)    |
| Хиспаноамериканци | 0 (0,0%) | 47 (7,3%)   |
| Укупно            | 0        | 646         |